# 惠民路和平之后堂
杨浦和平之后圣母堂是一座位于中国上海的天主教堂，位于杨浦区惠民路692号（近通北路）。

## 历史沿革
该堂由虹口耶稣圣心堂法籍神父崔颐才创建于1928年，1930年建成，为哥特式风格。当时此处为上海公共租界东区的倍开尔路（近韬朋路），是工人聚居区。1935年，教友从初期的50人发展到1638人。由于杨树浦地区是工人聚居区，教友也多为工人。
1936年，该堂改由西班牙耶稣会神父管理。同样由西班牙耶稣会管理的天主教安庆教区在该堂设有办事处。
1949年以后，西班牙神父回国，该堂继续开放，由中国神父管理。1966年文化大革命期间，该堂关闭，由上海汽车电机厂占用。1982年教产归还上海教区。1990年，拆除旧堂，由教友艾祖盎设计，新建了一座现代建筑风格的新堂。